# Albert-Marie Schmidt
Pour les articles homonymes, voir Schmidt et Albert Schmidt.
Albert-Marie Schmidt, né à Paris le 10 octobre 1901 et mort dans la même ville le 8 février 1966, est un universitaire français, traducteur et critique littéraire. Il est l'un des membres fondateurs de l'Oulipo.

## Biographie
Après des études de lettres classiques à la Sorbonne, Albert-Marie Schmidt devient Lecteur de français à l'Université de Marbourg de 1927 à 1936. Il soutient en 1939 une thèse sur La poésie scientifique au XVIe siècle,.
Maître de conférences à l'École alsacienne (1936-1941), à l'université de Caen (1941-1944), puis maître de conférences et professeur à l'université de Lille (1945-1966), il est l’un des meilleurs spécialistes du XVIe siècle et de la Renaissance. Ses travaux sur les Grands rhétoriqueurs font autorité.
Membre de l'Église réformée, il fait partie du comité de rédaction de Foi et Vie, et cofonde en 1945 l'hebdomadaire calviniste Réforme, avec Albert Finet. Il publie deux études sur Jean Calvin et contribue à faire connaître le théologien Karl Barth.
Il participe dès 1922 aux Décades de Pontigny, édite des poèmes scientifiques, des poèmes baroques, et traduit Mircea Eliade.
Sa publication en 1943 d'une Anthologie de la poésie allemande des origines à nos jours lui vaut quelques ennuis à la Libération, mais la Commission d'épuration universitaire le lave de tous soupçons. Parallèlement à ses activités universitaires, il donne des articles de critique littéraire à de nombreuses revues, dont la Revue philosophique de la France et de l'étranger, Comœdia, La Quinzaine littéraire ou la Nouvelle revue française.
Ayant noué une forte amitié avec Raymond Queneau, il est l'un des membres fondateurs de l'Oulipo, et à l’origine de l’acronyme Olipo, puis Oulipo, en proposant de renommer ainsi le Sélitex (Séminaire de littérature expérimentale).
Il est mort après avoir été renversé par une camionnette près de l'Odéon, à Paris. Pierre Reboul, doyen de l'université de Lille, assista à ses obsèques.
Son nom a été donné à la bibliothèque de l'UFR Lettres Modernes de l'Université de Lille III.
Il est le père de l'écrivain et historien Joël Schmidt.

## Publications
Poésie
- L’Amour noir, poèmes baroques, Éditions de Monaco, 1959 (rééd. 1982).

Essais
- La Poésie scientifique en France au seizième siècle, Albin Michel, 1938.  — Prix Saintour de l’Académie française en 1940.
- La Littérature symboliste, coll. « Que sais-je ? », PUF, 1942.
- Poètes et romanciers du Moyen Age, avec A. Pauphilet et R. Pernoud, Bibliothèque de la Pléiade, Gallimard, 1952.
- Poètes du XVIe siècle, la Pléiade, Gallimard, 1953.
- Jean Calvin et la tradition calvinienne, Seuil, 1957 (coll. « Maîtres spirituels »).
- La Mandragore, Flammarion, 1958.
- Maupassant par lui-même, Seuil, 1962 (rééd. 1976).
- Jean Calvin et la tradition calvinienne, le Cerf, 1964.
- XIVe et XVe siècles français. Les sources de l’Humanisme, Seghers, 1964.
- Études sur le XVIe siècle, Albin Michel, 1967.
- Paracelse, ou la force qui va, Plon, 1967.
- Le Roman de Renart transcrit dans le respect de sa verdeur originale pour la récréation des tristes et la tristesse des cafards par Albert-Marie-Schmidt, Albin Michel, 1963, édition bibliophilique illustrée par Yvette Alde aux Éditions Lacydon, 1964..